# Beredskabsstyrelsens Center for Lederuddannelse
Beredskabsstyrelsens Center for Lederuddannelse, er en uddannelsesafdeling under Beredskabsstyrelsen som fortrinsvis varetager den teoretiske lederuddannelse, af alle inden for Redningsberedskabet, eksempelvis værnepligtige talsmænd, hjælpeinstruktører, faginstruktør, førstehjælpsinstruktører, indsatsledere m.fl.
Hovedkvarteret for afdelingen har indtil April 2008 ligget på Bernstoff Slot, nu er afdelingen fordelt rundt på andre lokaliteter, bl.a. Beredskabsstyrelsens Tekniske Skole i Tinglev, Beredskabsstyrelsens Kursusenhed i Snekkersten, Beredskabsstyrelsen Sydjylland i Haderslev og Beredskabsstyrelsens Kursusenhed i Hedehusene